# جورج شاندلير هولت
جورج شاندلير هولت (بالإنجليزية: George Chandler Holt)‏ هو محامي وقاضي أمريكي، ولد في 31 ديسمبر 1843، وتوفي في 26 يناير 1931.